# 異世界魔王與召喚少女的奴隸魔術
《異世界魔王與召喚少女的奴隸魔術》是一部由紫雪夜撰寫的輕小說，插畫由鶴崎貴大繪製。小說由講談社的講談社輕小說文庫出版，漫畫版由福田直葉作画於Niconico靜畫的《星期三的天狼星》上連載。
2018年1月，講談社宣佈本系列累計銷量突破100萬部。另外亦同時宣佈本作將改編成電視動畫的消息，於同年7月5日起至9月20日AT-X電視台首播全12集電視動畫系列，全12话。2020年4月8日決定制作第二季《異世界魔王與召喚少女的奴隸魔術Ω》，动画制作公司更换为手塚Production制作，官方宣布2021年4月起在TBS電視台首播。

## 故事簡介
在MMORPG「十字幻想曲」中的最頂尖玩家，名為迪亞布羅的人，被兩位召喚主——雪拉和蕾姆召喚至了異世界。但由於迪亞布羅的道具「魔王的戒指」而導致兩人的奴役魔術遭受反射，迪亞布羅成為了兩人的主人。雖然名義上為此，不過實際上彼此之間的身分是夥伴。在被召喚到異世界後，以強大的實力輾壓一切，並解決蕾姆和雪拉的問題。

## 登場人物

### 迪亞布羅一行
迪亞布羅（聲：水中雅章、内村史子（童年））
本名是坂本拓真，在MMORPG《十字幻想曲》為頂尖玩家之一，有著「魔王」的異名，遊戲中的正式名稱為「@Diablo-13」﹙讀音為「安東馬克·迪亞布羅·薩丁」﹚。在被召喚至異世界之後，以「來自異世界的魔王」自居。持有兩枚『魔王的戒指』，能反射一切魔術的「大腦的戒指」；將防禦值全數加總於攻擊值上的「亂心的戒指」，等級150↑（因為異世界沒有等級上限）。
某天以遊戲中的姿態被召喚到了異世界，而在異世界裡有兩個少女雪拉和蕾姆都主張自己才是他的召喚主人，她們還想要用專給召喚獸用的奴役化魔術控制自己。但沒想到在異世界擁有固有能力「魔術反射」，結果少女們變成了自己的奴隸（實際上是奴役）。
十分討厭情侶，每當看見玩家以夫妻形式組隊時，必定會全力蹂躪對方。
在小說第七卷與雪拉結婚，成為了精靈族之王。並於第九卷末向蕾姆求婚。
為了打敗亂心魔王決定修行，拜訪了半年前成為劍聖的矮人族少女紗紗拉，被要求只要能擋下全力使出的一擊一次就算合格，但是沒想到對方是出乎他意料之外的等級200，因此嘗到來了異世界之後的第一次敗北。
之後為了再次挑戰而買下了一整車的金果，那是在原來的遊戲裡能夠大幅提升經驗值的道具，只是在這個世界裡因為太難吃而且會因劇毒導致喪命而無人知曉，在最後吃完所有金果克服不適，成功擋下劍聖的全力一擊突刺，成為劍聖的頭號弟子。
在第九卷與莫蒂納拉姆戰鬥，並以多重魔術削弱了對方的力量。最後因莫蒂納拉姆釋放的魔術遭迪亞布羅的『大腦的戒指』反射而得勝。在假魔王城以「萬靈藥（Elixir）」消滅瀕死的莫蒂納拉姆後，獲得了「亂心的戒指」。
小說第十四卷與迦梅德帝國皇帝決戰中，與庫爾姆合體。戰後，與庫爾姆一同被召喚到另一個世界。
雪拉·L·古林伍德（聲：芹澤優）
精靈族的王女，有著異於一般精靈族的大胸部。天生就能看到魔力，但本人並沒有察覺。等級為30級，召喚師，但更擅長使用弓箭（精靈專屬弓箭術）。為了知道自己的存在價值才離開故鄉而成為了冒險者。
第一次聯合召喚便召喚出迪亞布羅，後因奴役的儀式被其反彈而成為其奴隸（被奴役者），由於還無法找到解除的方法，之後和迪亞布羅與蕾姆成為冒險者一起冒險。
於小說第七卷與迪亞布羅結婚。
蕾姆·嘉蕾鄔（聲：和氣杏未）
豹人族的少女，有著毛茸茸的獸耳和長長的尾巴的特徵。是一位等級40級的召喚師，在並未召喚迪亞布羅前已經與七隻召喚獸締結契約。身體裡封印著魔王的靈魂，為了打倒體內的魔王而成為冒險者。後來迪亞布羅在星降之塔中將封印的魔王靈魂解除封印。
武術流派「嘉德一門」的一員，擁有驚人的武術天賦，小時候的拳士等級已超過40，甚至被譽為「拳聖嘉德再世」。卻由於當時體內封印著魔王的靈魂，而選擇召喚師一職。
第一次與別人聯合召喚出迪亞布羅，後因奴役的儀式被迪亞布羅反彈而成為其奴隸（被奴役者），由於還無法找到解除的方法，之後和迪亞布羅與雪拉成為冒險者一起冒險。
被薩多勒抓起來銬問中，為了保護庫爾姆，被薩多勒用劍貫穿其胸膛，導致了悲傷的庫爾姆的完全覺醒，迪亞布羅將所有回復藥水交給了雪拉，雪拉一口氣用掉了全部的藥水才救回了瀕死的蕾姆。
於第九卷末接受迪亞布羅的求婚。
庫爾姆（聲：種崎敦美）
封印在蕾姆體內的魔王，全名為克雷布斯庫爾姆，原本是MMORPG《十字幻想曲》未實裝的最終BOSS。稱號為「靈魂魔王」，眾魔王中實力最強的一位。
在星降之塔中被迪亞布羅解除了封印，由於是不完全的解封，因而變成了頭上長有雙角，臀部伸出蜥蜴尾巴的小女孩。記憶也處於殘缺不全的狀態。在吃下了雪拉給予的餅乾後，不再打算消滅人類。取而代之的是打算吃盡全世界的餅乾。
當蕾姆被薩多勒的劍貫穿胸膛後，因過度悲傷而暴走，變回本來形態把薩多勒殺死，之後在迪亞布羅等人的努力下，成功取回理智。之後為了能繼續在法爾德拉市生活，因而自願讓迪亞布羅在自己身上施行奴隸魔術。成為迪亞布羅的奴隸後，吃遍了整個法爾德拉市，以美食家的身份聞名於該地。
在第九卷和莫蒂納拉姆戰鬥，一度佔有優勢，以武技「Infinity Detonation」破解了對方的「鐵壁」，之後不敵解放力量的莫蒂納拉姆，因而戰敗瀕臨死亡，被蕾姆以封印著庫爾姆殘存力量的「神結晶」救活。
小說第十四卷與迦梅德帝國皇帝決戰中，與迪亞布羅合體。戰後，與迪亞布羅一同被召喚到另一個世界。
魯瑪琪娜·威斯埃里亞（聲：伊藤美來）
教會的名義上的最高統治者。職位為大主神官的少女。把偶然現身並救助自己的迪亞布羅視作神明一般崇拜。在迪亞布羅的幫助下，成功清除了教會內反對勢力而獲得實權。
在《十字幻想曲》中，她是被譽為「智庫」的特殊NPC，負責提出特別的難題，持續幫助玩家提升等級。
蘿婕（聲：古賀葵）
隸屬於迪亞布羅的魔導機女僕，武器為雙刃劍。負責管理迪亞布羅的地下迷宮，非常迷戀迪亞布羅。實力等同於150級的戰士，能輕而易舉地殺死雪拉等人陷入苦戰的巨黑龍。
小說第五卷重遇迪亞布羅後，帶領迪亞布羅等人到寶藏室，讓迪亞布羅等人得以更換新裝備。之後跟隨迪亞布羅前往吉爾肯塔參戰，並以壓倒性實力消滅不少魔族。
小說第十三卷證實是舊帝國制造的魔導機兵黑之傑羅諾斯持有者。
荷魯恩（聲：內村史子）
迪亞布羅在吉爾肯塔市遇到的草原妖精少女，12歲。小時候父母逝世後，與兩個妹妹一同被師父收養。直到一年前，師父因意外身亡後，與妹妹分道揚鑣，獨自來到吉爾肯塔市。
因害怕畢修斯的教會勢力而一度逃跑，但後悔不顧大家安危而自行逃跑，經聖杯女神巴比倫提醒下戴上契約項圈並救出在牢房裏的迪亞布羅一行。
在魯瑪琪娜的幫助下，如願在王都的魔法學園上學。希望有朝一日能成為迪亞布羅一樣出色的元素魔術師。
格拉罕慕・紗紗拉
第十三代劍聖，其實力凌駕於身為前任劍聖的養父之上。實力等同超過200級的戰士。
十年前與從商的親生父親一同前往索德瑪斯，在途中被天山的魔獸襲擊，父親被魔獸殺害，在自己幾乎被魔獸殺死時，其養父現身拯救並收養了她。其後僅用了五年時間便超越了養父。在半年前擊敗了養父，繼承了劍聖之名。

### 利菲里亞王國
艾莉西亞·克里史黛拉（聲：原由實）
利菲里亞王國的騎士，為配戴眼鏡的女性。真正身份為魔王崇拜者，教唆卡拉克，把古雷德的擬態短劍交給卡拉克，害死卡拉克的幕後主使者，並希望消滅人類，建立一個由魔族統治的世界，為了讓魔王覺醒與艾德爾卡特合作，帶走了庫爾姆還有蕾姆，與薩多勒會面，將兩人交給了薩多勒。計畫失敗後，原本打算自盡，被迪亞布羅制止，在迪亞布羅等人的勸說下，決定重新尋找真正的自己，並與迪亞布羅等人道別後，離開法爾德拉市。
在帝國的戰爭中被俘，被帝國施加了奴隸魔術，成為了「金之戈爾迪諾斯」的駕駛員。後被「金之戈爾迪諾斯」排出體外。
達爾修·山德勒斯
利菲里亞王國的第六代國王。最後在帝國的戰爭中被殺。
麥奇希馬姆·艾夫拉姆斯
利菲里亞王國的王宮騎士團的團長，爵位為侯爵。外表為一名身型魁梧，配戴黑框眼鏡的男性。
目擊到迪亞布羅消滅歐羅巴的過程後，不禁為對方鼓掌。之後以半威脅的形式要迪亞布羅與國王見面。
諾亞．季文
利菲里亞王國的宰相，爵位為公爵。實際上是一名女性。
出身於平民，父親是山賊、母親是娼妓。過去以經商致富，以重金買下了貧困地方貴族長男的身分，取代了對方。
轉生者，前世是一名OL，與迪亞布羅同為《十字幻想曲》的玩家，轉生前已經是《十字幻想曲》臨近關服的後期階段，角色等級達到300級，因此知道突破150級等級限制的方法。之後以突破等級限制作為交換條件，說服迪亞布羅一同對抗帝國。
雖然等級已有300，但她是一個謹慎的人，對戰鬥方面可免則免，卻因此缺乏實戰經驗。

#### 邊境都市法爾德拉
塞爾菲（希比）（聲：大久保瑠美）
法爾德拉市冒險者協會的會長。長著兔耳的草原妖精。穿著暴露，不過因為草原妖精長大後依舊是小孩子的模樣，所以迪亞布羅不怎麼在意。
推測至少超過30歲，其真實年齡不詳。
其身份正是勇者亞倫的第五名同伴。曾經與亞倫一同討伐過魔王。
小美（聲：森嶋優花）
迪亞布羅下榻的旅館《安心亭》的看板娘。化妝技術十分優秀。
在第九卷迪亞布羅戰勝莫蒂納拉姆後，帶迪亞布羅等人到了《安心亭·隱居店》暫居，並在迪亞布羅之同行不在時，輕吻了迪亞布羅一下。
賽勒絲汀娜·波特萊爾（聲：千本木彩花）
暱稱為賽勒絲，法爾德拉市魔術師協會的會長。平時帶著數名護衛。為了維持結界而無法離開城鎮。少數知道蕾姆體內封印着庫爾姆的人之一。視蕾姆為家人般的存在。
卡拉克（聲：內匠靖明）
賽勒絲的護衛。對亞人有嚴重岐視的傾向。曾經聚眾攻擊迪亞布羅，卻慘敗在對方手下。之後甚至煽動精靈襲擊執行公會任務的迪亞布羅，此事以失敗告終，本人也被賽勒絲逐出魔術師協會。
最後被古雷格操縱下自殺，身體被用作召喚對方的媒介。
埃米爾·畢謝爾貝傑爾（聲：置鮎龍太郎）
男性人類劍士，是冒險者協會其中一名戰士，等級為50級，為擁女主義者，以保護所有女性為自己的責任，但又有很多令人遺憾的缺點。同時也是法爾德拉市冒險者協會的戰士考官。
徹斯特·雷·加爾弗德（聲：大塚明夫）
法爾德拉市的領主，階級為中將。在30年前的戰爭中活躍的英雄，稱號為「光劍的英雄」。是一個為了國家而不擇手段的人物，經常採用以最少的付出獲得最大回報的手段的謀將。實力強悍，為第一個使迪亞布羅陷入苦戰的人，等級判斷超過120級。
梅迪歐絲（聲：大原沙耶香）
《親愛的旅人館》美女店主。與賽勒絲是同門師姊妹，也透過後天訓練並習得觀察魔力流動的能力。經梅迪歐絲教導下迪亞布羅習得解除魔術的方法。

#### 吉爾肯塔市
法妮絲·拉姆尼堤斯（聲：赤崎千夏）
吉爾肯塔市的領主，職業為魔槍使。
對貝納克內斯三百軍隊，雖帶四萬軍力並試圖以人海優勢壓勝，但反而被貝納克內斯軍隊單方蹂躪，被迪亞布羅一行搭救並解決貝納克內斯軍隊，也因此喜歡迪亞布羅。
第九卷為對抗莫蒂納拉姆而與法爾德拉市領主-加爾弗德共同組成聯合戰線。
巴杜塔（聲：山路和弘）
吉爾肯塔市教會的負責人，實為告死病事件的主兇，並與「亂心魔王」莫蒂納拉姆的幹部-貝納克內斯聯手合作，企圖霸佔吉爾肯塔市。
與迪亞布羅交戰途中一度佔上風使迪亞布羅陷入不利，但被迪亞布羅反擊以絕對零度冰封其左臂，不得以自斷左臂。
最後使出威力強大的法術-閃電衝擊波對迪亞布羅的黑暗加農砲，結果依然不敵而被黑暗加農砲消逝。
希盧（聲：日野麻里）
巴杜塔的女僕長。實為告死病事件的共犯，受巴杜塔命令用匕首要傷害蕾姆時被雪拉的天使射擊命中其右臂。
希盧被雪拉的暗黑弓發射的箭（庫爾姆的祝福效果）而當場石化，隨即被活埋。

### 古林伍德王國
奇拉·L·古林伍德（聲：石田彰）
精靈族的王子，雪拉的兄長，擅長吹笛子。表面上一表人才，但內裡對雪拉感情扭曲，企圖想與她進行傳宗接代。一直追踪著逃離家鄉的雪拉。在迪亞布羅一行人奪回雪拉後，正要逃走時卻意外死於加爾弗德手下。
賽席歐（聲：小林龍之）
精靈族的男子，為王國的戰士之一，奉命帶回公主雪拉，在奇拉計謀下受到牽連而被迪亞布羅打傷，親眼看到奇拉被加爾弗德殺死，並在加爾弗德被迪亞布羅打敗後，將奇拉的遺體帶回王國去。
德南果
外表如同獸人的妖精，喜歡貧乳。擅長內政。

### 教會
薩多勒（聲：浪川大輔）
聖騎士，但個人的職務接近審問官。擅長無詠唱魔術，能使對方變成石化狀態。本人認為是“天罰”。狂熱信徒，對亞人以及魔族態度而懷著憎惡，其精神異於常人。拷問中把蕾姆用劍貫穿其胸膛後，觸怒庫爾姆變回原本形態將他自己殺死。其死前認清自己不是神明。
多莉雅（聲：河瀨茉希）
聖騎士，魯瑪琪娜的護衛，之後證實她本人還活著被畢修斯關在地牢，藉蓋巴爾特給予的鑰匙並救出。
蓋巴爾特（聲：興津和幸）
聖騎士，職業是「召喚士」。奉教會高層的命令追殺大主神官魯瑪琪娜，卻由於迪亞布羅的阻撓而失敗告終。
在地下迷宮身受重傷時，卻被魯瑪琪娜所救。之後在教會把身為委託人的七名樞機主教殺死後，應麥奇希馬姆的邀請加入王宮騎士團。
畢修斯（聲：鳥海浩輔）
首席樞機主教，與其他教會高層一同收受賄賂以中飽私囊。指使蓋巴爾特追殺大主神官魯瑪琪娜的委託人。失勢後，與其他樞機主教逃亡時被蓋巴爾特殺死。
格倫（聲：山本和臣）
隸屬教會的草原妖精聖騎士，職階為招喚師兼速度劍士。
是畢修斯直屬部下，對人十分冷血也毫不留情，語氣卻充滿嘲諷。
原作迪亞布羅對決中判定無法戰勝迪亞布羅，迪亞布羅有給回復藥水表示能放過一馬，格倫拒絕這苟且偷生的提案也招喚魔獸-鬣狗吞噬自己自殺，動畫則改為被迪亞布羅施展的岩石大砲當場壓死。

### 魔族

#### 魔王
安格巴洛斯
魔王之一，稱號為「大腦魔王」。為少數沒有被莫迪納拉姆吸收的魔王。持有技能「魔術反射」，能反彈一切魔術。
最後被迪亞布羅消滅。迪亞布羅持有的「魔王的戒指」正是《十字幻想曲》對身為第一名成功討伐安格巴洛斯的玩家的獎勵。
莫蒂納拉姆
魔王之一，稱號為「擾亂心志的魔王」。吸收了其他魔王後，自稱為大魔王。原本的外型為四肢纖瘦，頭為山羊的魔族。第二階段為黑色的章魚。但成為大魔王後，肉體則變得與大猩猩一般強壯。
率領一眾魔族襲擊邊境都市法爾德拉，以「覆滅之炎」消滅了法爾德拉的結界。在部下龍華戰死後，憑著過去吸收的魔王所持有的技能，把加爾弗德擊敗。之後，面對庫爾姆一度居於劣勢，更被對方的武技「Infinity Detonation」破解了「鐵壁」，萬不得已下，把封印的力量解放，並擊敗了庫爾姆。當他企圖吸收庫爾姆時，卻因迪亞布羅的阻撓而失敗。
中了迪亞布羅的極大魔術「Gravity Abyss」而遭受重創，並被逼切除殘破不堪的左半身。之後企圖使用殺手鐧「覆滅之炎」消滅迪亞布羅時，卻因此技能是魔術而被迪亞布羅持有的「魔王的戒指」反彈而被消滅。
肉體被消滅後，附身於蕾姆身上，以元素魔術襲擊賽勒絲汀娜。趁蕾姆的意識薄弱時奪取了對方的主導權，企圖消滅迪亞布羅時，卻由於無法違抗施加在蕾姆「奴役魔術」而被逼撤退。之後釋放出黑蛇吸收先前戰敗後分散於法爾德拉周圍的魔族與魔獸，用作構築假魔王城之用。在假魔王城完成後，脫離了蕾姆的身體，時日無多的他，對迪亞布羅發起了最後的挑戰，企圖自爆與迪亞布羅同歸於盡卻以失敗告終。由於擾亂心志屬於異常狀態，因此十分害怕能治癒異常狀態的「萬靈藥（Elixir）」，最後被迪亞布羅以「萬靈藥（Elixir）」消滅。
哈特賈伯
魔王之一，稱號為「手之魔王」。持有技能「永久發動必中」、「永久發動必殺」、「鐵壁」。
後被莫蒂納拉姆吸收。
依安卡洛茲
魔王之一，稱號為「眼球魔王」。持有技能「GOD BREAKER」，以及全《十字幻想曲》中最強的攻擊「覆滅之炎」。
後被莫蒂納拉姆吸收。
拜耳特洛斯
魔王之一，稱號為「咽喉魔王」。持有技能不明。
後被莫蒂納拉姆吸收。被庫爾姆評價為「只會出一張嘴的廢物」。
克勞帝亞
魔王之一，稱號為「心臟魔王」。持有技能「墮天」。封印在古林伍德王國的神結晶中，一度附身於暗精靈拉芙雷夏身上。
被迪亞布羅擊敗後，之後被突然出現的莫蒂納拉姆的部下龍華帶走，最後被莫蒂納拉姆吸收。

### 其他魔族
艾德爾卡特（聲：加藤英美里）
魔族的女性，為魔族第一的使槍能手。職業是龍騎士。在魔族中是以遵從庫爾姆的意願為優先的類型。為第一次進攻法德拉的指揮官，後因部隊被迪亞布羅消滅而被逼撤退。之後出現在迪亞布羅面前，並提供解除庫爾姆封印的方法。
與艾莉西亞合作，企圖讓庫爾姆完全覺醒失敗而被魔族圍攻而身受重傷。其後被艾莉西亞救出並帶到庫爾姆的面前。獲得庫爾姆的治療後，決心不再違背庫爾姆的意願。之後定居於《安心亭》中，愛上了法爾德拉的食物。其後為了賺取庫爾姆最喜歡的餅乾的資金，而在麵包店《彼得》打工。
古雷格（聲：櫻井徹）
蜥蝪人外型的魔族男性，食人森林的第一魔術師。暗中煽動被魔術師協會解雇的卡拉克，成功入侵結界。以壓倒性實力擊敗了埃米爾，之後在迪亞布羅的強大實力下慘敗，最被被對方消滅。
貝納克內斯（聲：立花慎之介）
吸血鬼族，莫蒂納拉姆麾下的大將軍。個性風流，有數個妻子，並打算把吉爾肯塔的領主拉姆尼堤斯納為自己的妻子。後率領大軍入侵吉爾肯塔，把拉姆尼堤斯撃敗。之後公然與妻子們親熱，觸怒獲得了新裝備的迪亞布羅，最後慘死在對方壓倒性的實力之下。
奧羅（聲：北村謙次）
相貌酷似貓頭鷹的男人，在魔族中屬於穩健派。個性狡猾，在莫蒂納拉姆率領魔族攻打法爾德拉時，希望借敵人之手排除競爭者以鞏固自己的地位。在庫爾姆完全覺醒失敗後，投奔莫蒂納拉姆。刻意隱瞞有關於迪亞布羅的情報。在貝納克內斯死後成為大將軍。
龍華
身穿旗袍的龍人型貧乳魔族女性。武器為青龍刀。
奉莫蒂納拉姆之命回收被封印在世界各地的神結晶中的魔王。在古林伍德王國遇見迪亞布羅，之後把迪亞布羅交給同行的獨眼巨人應付後，自己則帶同封印了克勞帝亞的神結晶離開。在法爾德拉一役中，以壓倒性實力擊敗了包括埃米爾在內的冒險者，最後被加爾弗德殺死。
拉茲普拉斯
青蛙外型的魔族男性。

### 迦梅德帝國
迦梅德皇帝
真名不明。迦梅德帝國的皇帝。早已捨棄人類之身，成為一棵大樹外型的怪物。企圖捕獲蕾姆，在對方的肚內重生。在魔導機城維奧威格斯內與迪亞布羅一行激戰，之後與迪亞布羅、庫爾姆一同傳送到無人空間，最終在無人空間中化為沙塵而死。
愛拉．亞爾吉那
擁有狐耳狐尾的地精，藍眼褐膚。迦梅德帝國軍軍團長，駕駛銀色外殼的魔導機兵亞爾傑諾斯。
米格塔
鬼族，留一頭長到腳踝的紫長髮，頭上長著尖角，和愛拉是好朋友。迦梅德帝國機兵長，駕駛紫色塗裝的魔導機兵維奧拉諾斯。
莉卡．碧亞多
樹精，迦梅德帝國軍機兵士，駕駛白色魔導機兵碧亞多諾斯，手持大盾。最後被迪亞布羅的極大魔術殺死。
艾蓮娜．盧佛列
吸血鬼，紅褐髮色，個子較矮，駕駛紅色魔導機兵布利克斯，使用魔導弓。機體被迪亞布羅擊破後被教會俘虜。
芭奇
狼人，駕駛灰色魔導機兵勞姆諾斯。
沙耶
綠色的貓又。駕駛綠色魔導機兵威利迪諾斯。
朵哈
黃色的拉米亞，駕駛黃色塗裝的外殼的魔導機兵艾爾雷諾斯，雙手持劍，被譽爲軍團王牌。最後因違背皇帝的命令而被魔導機兵吸收而死。
德裏安當普
迦梅德帝國的魔導師，進攻軍的司令官，身形十分肥胖。在王城一戰中被荷魯恩偷襲而身受重傷，最後被迪亞布羅以劍技「Heat Sonic」殺死。

### 其他
索拉蜜·嘉蕾鄔
蕾姆的姑姑，「嘉德一門」的代理師傅。十分在意自己的年齡，要求蕾姆稱自己為「姐姐」。
瑪琳
職業為「賢者」。在《十字幻想曲》中負責替魔法師系職業解除等級限制的「智庫」。
討厭面對人群，因此隱居於島上。在異世界中只有諾亞知道其住處。
拉芙雷夏．S．奧倫舍伍德
暗精靈族的公主，取出了殘存在蕾姆身上的庫爾姆神結晶。
巴比倫（聲：藤田茜）
寄宿在聖杯中的女神，是荷魯恩在寶物庫因急著上廁所而得到其供品（荷魯恩內心發誓千萬不能對她說供品是甚麼），最後跟隨荷魯恩一同前往王都的魔法學園入學。

## 設定
大腦的指環
由迪亞布羅持有，能力為「魔術反射」。能反射一切魔術(包含回復魔術)。
為迪亞布羅在《十字幻想曲》中達成偉業「第一名殺死『大腦魔王』安格巴洛斯」的獎勵。
擾亂心志的指環
由迪亞布羅持有，能力為「防禦變成0，攻擊力大幅上升」。
為迪亞布羅在假魔王城中殺死『擾亂心志的魔王』莫蒂納拉姆後，從對方身上掉落的戰利品。
在《十字幻想曲》中的獲得條件為達成「以最快速度殺死『擾亂心志的魔王』莫蒂納拉姆」的偉業。
眼球的指環
由迪亞布羅持有，能力為「使用覆滅之炎」。
金果
外表似蘋果，葉子呈星形的果實。能大幅提升經驗值的物品，但由於味道過於苦澀，因此沒有人願意吃，而被磨碎當作肥料使用。
結婚的指環
以永恒秘銀為材料的魔導具，具有「不同種族之間可以繁衍後代」的效果。
原本在《十字幻想曲》中是除了作為夫妻證明，沒有能力加成的裝備。
魔導機兵
原本是在SLG遊戲《神臂少女》中出場的大型機動兵器。目前出場的駕駛員全是女性。
現時的魔導機兵其實是迦梅德帝國的皇帝身體的一部份製成的，會吞噬適任者以外的人或違背皇帝命令的適任者。駕駛員如果與機體有適性，頭髮會被改變與機體相同的顏色。
而蘿婕持有的「黑之傑羅諾斯」則為舊帝國製造的機體，體型較現時帝國投入實戰的魔導機兵小。

## 出版書籍

### 小說
| 卷數 | 講談社        | 講談社                                                               | 東立出版社     | 東立出版社                                                 | 封面角色           |
| 卷數 | 發售日期      | ISBN                                                                 | 發售日期       | ISBN / EAN                                                 | 封面角色           |
| ---- | ------------- | -------------------------------------------------------------------- | -------------- | ---------------------------------------------------------- | ------------------ |
| 1    | 2014年12月2日 | ISBN 978-4-06-381433-0                                               | 2015年12月21日 | ISBN 978-986-462-588-8                                     | 雪拉               |
| 2    | 2015年5月1日  | ISBN 978-4-06-381461-3                                               | 2016年4月21日  | ISBN 978-986-470-166-7                                     | 蕾姆               |
| 3    | 2015年9月2日  | ISBN 978-4-06-381487-3                                               | 2016年6月2日   | ISBN 978-986-470-441-5                                     | 庫爾姆             |
| 4    | 2016年2月2日  | ISBN 978-4-06-381513-9                                               | 2016年9月1日   | ISBN 978-986-470-914-4                                     | 魯瑪琪娜           |
| 5    | 2016年6月2日  | ISBN 978-4-06-381541-2                                               | 2016年12月19日 | EAN 471-094-555-017-6（首刷附錄版） ISBN 978-986-482-385-7 | 蘿婕               |
| 6    | 2016年9月30日 | ISBN 978-4-06-381557-3                                               | 2017年2月2日   | ISBN 978-986-482-635-3                                     | 荷魯恩             |
| 7    | 2017年3月2日  | ISBN 978-4-06-381589-4 ISBN 978-4-06-512845-9（特裝版）              | 2017年6月5日   | ISBN 978-986-486-393-8                                     | 蕾姆 雪拉（花嫁）  |
| 8    | 2017年8月2日  | ISBN 978-4-06-381619-8                                               | 2017年12月28日 | ISBN 978-957-260-199-0                                     | 格拉罕慕           |
| 9    | 2018年2月2日  | ISBN 978-4-06-381643-3                                               | 2018年7月9日   | ISBN 978-957-261-176-0                                     | 蕾姆（亂心）       |
| 10   | 2018年6月29日 | ISBN 978-4-06-512645-5                                               | 2019年1月3日   | ISBN 978-957-262-389-3                                     | 希比               |
| 11   | 2018年10月2日 | ISBN 978-4-06-513796-3                                               | 2019年3月18日  | ISBN 978-957-262-843-0                                     | 恩菈米             |
| 12   | 2019年5月2日  | ISBN 978-4-06-515618-6 ISBN 978-4-06-516122-7 （附加廣播劇CD限定版） | 2019年8月5日   | ISBN 978-957-263-761-6                                     | 艾莉西亞 雪拉&蕾姆 |
| 13   | 2020年6月2日  | ISBN 978-4-06-519445-4                                               | 2020年9月7日   | ISBN 978-957-265-640-2                                     |                    |
| 14   | 2021年6月2日  | ISBN 978-4-06-523735-9                                               | 2021年9月16日  | ISBN 978-957-267-580-9                                     | 庫爾姆             |

### 漫畫版
| 卷數 | 講談社        | 講談社                                                  | 東立出版社     | 東立出版社                          |
| 卷數 | 發售日期      | ISBN                                                    | 發售日期       | ISBN / EAN                          |
| ---- | ------------- | ------------------------------------------------------- | -------------- | ----------------------------------- |
| 1    | 2016年2月2日  | ISBN 978-4-06-376596-0                                  | 2016年12月19日 | EAN 471-094-554-991-0（首刷附錄版） |
| 1    | 2016年2月2日  | ISBN 978-4-06-376596-0                                  | 2018年3月19日  | ISBN 978-986-482-081-8              |
| 2    | 2016年6月2日  | ISBN 978-4-06-390637-0                                  | 2017年8月21日  | ISBN 978-986-482-082-5              |
| 3    | 2016年9月30日 | ISBN 978-4-06-390657-8                                  | 2017年11月23日 | ISBN 978-986-482-083-2              |
| 4    | 2017年3月9日  | ISBN 978-4-06-390687-5                                  | 2018年4月12日  | ISBN 978-986-486-061-6              |
| 5    | 2017年8月9日  | ISBN 978-4-06-390723-0                                  | 2018年12月13日 | ISBN 978-957-26-0636-0              |
| 6    | 2018年2月2日  | ISBN 978-4-06-510419-4（特装版） ISBN 978-4-06-510795-9 | 2019年7月1日   | ISBN 978-957-26-0636-0              |
| 7    | 2018年7月9日  | ISBN 978-4-06-511981-5                                  | 2019年9月18日  | ISBN 978-957-26-1647-5              |
| 8    | 2018年12月6日 | ISBN 978-4-06-514075-8                                  | 2021年11月19日 | ISBN 978-957-26-2572-9              |
| 9    | 2019年5月9日  | ISBN 978-4-06-515400-7                                  |                |                                     |
| 10   | 2019年10月9日 | ISBN 978-4-06-517217-9                                  |                |                                     |
| 11   | 2020年4月9日  | ISBN 978-4-06-519084-5                                  |                |                                     |
| 12   | 2020年10月9日 | ISBN 978-4-06-520904-2                                  |                |                                     |
| 13   | 2021年3月9日  | ISBN 978-4-06-522506-6                                  |                |                                     |
| 14   | 2021年6月9日  | ISBN 978-4-06-523593-5                                  |                |                                     |
| 15   | 2021年9月9日  | ISBN 978-4-06-524775-4                                  |                |                                     |
| 16   | 2022年1月7日  | ISBN 978-4-06-526564-2                                  |                |                                     |
| 17   | 2022年4月7日  | ISBN 978-4-06-527390-6                                  |                |                                     |
| 18   | 2022年7月7日  | ISBN 978-4-06-528254-0                                  |                |                                     |
| 19   | 2022年11月9日 | ISBN 978-4-06-529673-8                                  |                |                                     |
| 20   | 2023年3月9日  | ISBN 978-4-06-531500-2                                  |                |                                     |
| 21   | 2023年8月8日  | ISBN 978-4-06-532717-3                                  |                |                                     |
| 22   | 2023年12月7日 | ISBN 978-4-06-533824-7                                  |                |                                     |
| 23   | 2024年4月9日  | ISBN 978-4-06-535211-3                                  |                |                                     |
| 24   | 2024年8月7日  | ISBN 978-4-06-536442-0                                  |                |                                     |
| 25   | 2024年12月9日 | ISBN 978-4-06-537710-9                                  |                |                                     |
| 26   | 2025年4月9日  | ISBN 978-4-06-539074-0                                  |                |                                     |
| 27   | 2025年8月7日  | ISBN 978-4-06-540291-7                                  |                |                                     |

## 電視動畫

### 製作人員
|                         | 第1期                  | 第2期                 |
| ----------------------- | ---------------------- | --------------------- |
| 原作                    | 紫雪夜                 | 紫雪夜                |
| 人物原案                | 鶴崎貴大               | 鶴崎貴大              |
| 監督                    | 村野佑太               | 桑原智                |
| 系列構成                | 筆安一幸               | 筆安一幸              |
| 人物設定                | 金子志津枝             | 金子志津枝            |
| 總作畫監督              | 西岡夕樹               |                       |
| 怪物設定、 動作作畫監督 | 宮本雄岐               |                       |
| 色彩設計                | 大塚奈津子             |                       |
| 美術                    | 草薙                   |                       |
| 攝影                    | 旭Production白石工作室 |                       |
| 攝影監督                | 佐藤哲平               | 設樂希                |
| 音響制作                | HALF H・P STUDIO       | HALF H・P STUDIO      |
| 音響監督                | 本山哲                 | 本山哲                |
| 動畫制作                | 亞細亞堂               | 手塚製作公司          |
| 製作                    | 異世界魔王製作委員會   | 異世界魔王Ω製作委員會 |

### 主題曲
第1期
片頭曲「DeCIDE」
作詞：唐澤美帆，作曲、編曲：加藤裕介，主唱：SUMMONERS 2+（芹澤優、和氣杏未、原由實、大久保瑠美、加藤英美里）
片尾曲
作詞、作曲、編曲：HoneyWorks，主唱：芹澤優
第2期
片頭曲「EVERYBODY! EVERYBODY!」
作詞、作曲：MOTSU，編曲：大久保薰，主唱：芹澤優 with DJ KOO & MOTSU
片尾曲「YOU YOU YOU」
作詞、作曲、編曲：MOTSU，主唱：芹澤優 with DJ KOO & MOTSU
插入曲（第4話）
作詞、作曲、編曲：，主唱：雪拉＆蕾姆＆魯瑪琪娜＆荷魯恩（芹澤優、和氣杏未、伊藤美來、內村史子）

### 各話列表
| 話數   | 日文標題 | 中文標題 | 劇本       | 分鏡              | 演出                | 作畫監督                                                                                  | 總作畫監督                                          | 片尾插畫 |
| 第一季 | 第一季   | 第一季   | 第一季     | 第一季            | 第一季              | 第一季                                                                                    | 第一季                                              | 第一季   |
| ------ | -------- | -------- | ---------- | ----------------- | ------------------- | ----------------------------------------------------------------------------------------- | --------------------------------------------------- | -------- |
| 第1話  |          | 魔王演技 | 筆安一幸   | 村野佑太          | 根岸宏樹            | 遠藤江美子                                                                                | 西岡夕樹                                            | 不適用   |
| 第2話  |          | 最強新人 | 筆安一幸   | 藤森雅也          | 根岸宏樹            | 關根昌之                                                                                  | 西岡夕樹                                            | 不適用   |
| 第3話  |          | 魔族襲來 | 筆安一幸   | 村野佑太          | 境橋渡              | 加藤茂、有働彌生                                                                          | 西岡夕樹                                            | 不適用   |
| 第4話  |          | 迫擊亂舞 | 筆安一幸   | 藤森雅也          | 根岸宏樹            | 遠藤江美子、關根昌之                                                                      | 西岡夕樹                                            | 不適用   |
| 第5話  |          | 國家騎士 | 筆安一幸   | 高橋亨            | 神原敏昭            | 飯飼一幸、成松義人 柳孝相、門智昭                                                         | 西岡夕樹                                            | 不適用   |
| 第6話  |          | 奴隸市場 | 筆安一幸   | 森健              | 古賀一臣            | 粟井重紀、齋藤香織 飯塚葉子、西岡夕樹 遠藤江美子                                          | 西岡夕樹                                            | 不適用   |
| 第7話  |          | 人心變幻 | 筆安一幸   | 村野佑太          | 高木由繪            | 李普螺                                                                                    | 西岡夕樹                                            | 不適用   |
| 第8話  |          | 英雄猛進 | 筆安一幸   | 藤森雅也          | 根岸宏樹            | 藤森雅也 柳田義明、海谷敏久 遠藤江美子                                                    | 西岡夕樹                                            | 不適用   |
| 第9話  |          | 聖騎士譚 | 筆安一幸   | 森健              | 神原敏昭            | 門智昭、熊谷香代子 大橋勇吾、飯飼一幸                                                     | 西岡夕樹                                            | 不適用   |
| 第10話 |          | 魔王復活 | 筆安一幸   | 村野佑太          | 國崎友也            | 渡邊浩二、飯飼一幸 西岡夕樹、遠藤江美子                                                   | 西岡夕樹                                            | 不適用   |
| 第11話 |          | 幼女覺醒 | 筆安一幸   | 森健              | 古賀一臣            | 松本文男、粟井重紀                                                                        | 西岡夕樹                                            | 不適用   |
| 第12話 |          | 真假對決 | 筆安一幸   | 村野佑太 藤森雅也 | 根岸宏樹 高本由繪   | 藤森雅也 櫻井正明、李普蝶 西岡夕樹、遠藤江美子                                            | 西岡夕樹                                            | 不適用   |
| 第二季 |          |          |            |                   |                     |                                                                                           |                                                     |          |
| 第1話  |          | 大主神官 | 筆安一幸   | 桑原智            | 吉村文宏            | 、清水健一 Kim Bong-duk Jo Eun-Kyung Han Eun-mi Song Hyeon-ju                             | 氏家章雄、米本奈苗 、山內玲奈                       |          |
| 第2話  |          | 聖騎士長 | 筆安一幸   | 桑原智            |                     | 門智昭、赤尾良太郎 飯飼一幸、鷲田敏彌 齋藤雅和                                            | 渡邊浩二                                            |          |
| 第3話  |          | 背德儀式 | 筆安一幸   | 桑原智            | 山內東生雄          | 內田裕、宮田奈保美 Jang Gil-yong Hong Yu-mi Kim Bo-kyoung Seo Soon-young Han Eun-mi       | 氏家章雄、米本奈苗 、山內玲奈                       |          |
| 第4話  |          | 固有領域 | 筆安一幸   | 桑原智            | 吉村文宏            | 内田裕、 Kim Bong-deok Woo Geum-yeong Lee Gwang-Woo Cho Eung-yeong Yoo Seung-hui          | 氏家章雄、米本奈苗 、山內玲奈 Re岳、荻野美希        | 石恵     |
| 第5話  |          | 黑龍激突 | 森田真由美 | 桑原智            | 吉本欣司            | 岩崎令奈、                                                                                | 氏家章雄、 Re岳                                     |          |
| 第6話  |          | 魔王軍戰 | 森田真由美 | 桑原智            | 波多正美            | 前田義宏、榮海霞 諸葛子敬、趙越 劉泉                                                      | 氏家章雄、米本奈苗 、山內玲奈 、                    |          |
| 第7話  |          | 魔王幼女 | 紫雪夜     | 瀨藤健嗣 桑原智   | 吉田俊司            | 門智昭、赤尾良太郎 鷲田敏彌、熊谷香代子 飯飼一幸、酒井KEI                                 | 渡邊浩二                                            | 朝凪     |
| 第8話  |          | 王都来訪 | 森田真由美 | 桑原智            | 吉村文宏            | KIM BONG-DUK JO EUN-KYUNG Woo Geum-Yung LEE GWAN-WOO KIM HYEON-GYEONG                     | 氏家章雄、米本奈苗 、山內玲奈 、                    | 40原     |
| 第9話  |          | 教會雷擊 | 筆安一幸   | 桑原智            | 山內東生雄 上間由梨 | Kim Sung-Bum Hwang Ii-jin Yeom Kyung-duk Park Ae-ri Lee Min-Bae Hong Yu-mi Kwon Hyuk-Jung | 氏家章雄、前田義弘 、山內玲奈 、諸葛子敬 劉泉、Re岳 |          |
| 第10話 |          | 神明演技 | 紫雪夜     | 桑原智            | 吉村文宏            | Kim Bo-kyung Hong Yoo-mi Hwang Il-jin Kwon Hyuk-Jeong                                     | 氏家章雄、米本奈苗 、 Re岳                          | 鶴崎貴大 |

### 藍光版
| 卷數 | 發售日期       | 收錄話數               | 規格編號   |
| ---- | -------------- | ---------------------- | ---------- |
| 1    | 2018年9月28日  | 第1話－第4話           | EYXA-12028 |
| 2    | 2018年11月30日 | 第5話－第8話           | EYXA-12029 |
| 3    | 2019年1月25日  | 第9話－第12話 特典動畫 | EYXA-12030 |

### 播放電視台
| 播放日期              | 播放時間                               | 播放電視台 | 播放區域 | 備註                        |
| --------------------- | -------------------------------------- | ---------- | -------- | --------------------------- |
| 2018年7月5日－9月20日 | 星期四晚上 21:30 - 22:00               | AT-X       | 日本全國 | 衛星電視 / 節目有重播       |
|                       | 星期四晚上 22:00 - 22:30               | TOKYO MX   | 東京都   |                             |
| 2018年7月6日－9月21日 | 星期五凌晨 00:00 - 00:30（星期四深夜） | BS富士     | 日本全國 | 衛星電視 / 『アニメギルド』 |
|                       | 星期五凌晨 02:00 - 02:30（星期四深夜） | SUN電視台  | 兵庫縣   |                             |

## 游戏版
- 異世界魔王と召喚少女の奴隷魔術X Reverie，于2018年8月28日开始运营，对应Andriod/IOS平台。
- 異世界魔王と召喚少女の奴隷魔術Master Liberation，角色扮演类HTML5游戏，2019冬已发布并有原创角色登场。

## 外部連結
- 異世界魔王與召喚少女的奴隸魔術｜講談社輕小說文庫 （日語）
- 《異世界魔王與召喚少女的奴隸魔術》的Niconico漫畫專頁（日語）
- 電視動畫《異世界魔王與召喚少女的奴隸魔術》官方網站 （日語）
- 電視動畫《異世界魔王與召喚少女的奴隸魔術》官方的X（前Twitter） （日語）
- Reverie》官方網站（页面存档备份，存于） （日語）
- 游戏版《異世界魔王と召喚少女の奴隷魔術X Reverie》官方的X（前Twitter） （日語）
- ゲーム《異世界魔王と召喚少女の奴隷魔術-マスターリベレーション-》公式的X（前Twitter） （日語）